# Gestreepte tenrek
De gestreepte tenrek (Hemicentetes semispinosus)  is een zoogdier uit de familie van de tenreks (Tenrecidae). De wetenschappelijke naam van de soort werd voor het eerst geldig gepubliceerd door Georges Cuvier in 1798.

## Kenmerken
Dit dier bezit een tweekleurige, borstelige vacht met verspreide stekels, met daarop allerlei witte, gele of bruine strepen op een zwarte ondergrond. Op de kruin staat een plukje stekels als een kuifje overeind. Het dier heeft geen staart. De lichaamslengte bedraagt 16 tot 19 cm en het gewicht bedraagt 80 tot 275 gram.

## Leefwijze
Dit in groepen levende dier voedt zich hoofdzakelijk met wormen en larven. Zo’n groep bestaat uit 15 of meer dieren, die allemaal hun steentje bijdragen aan de bescherming van het kroost. Een worp telt meestal 2 tot 4 jongen.

## Verspreiding
Deze soort komt algemeen voor in oostelijk Madagaskar.

## Overig
Het dier wordt ook wel vergeleken met de Europese egel, met welke hij een overeenkomend afweermechanisme heeft. Er is geen bewijs dat deze twee echter door elkaar zijn beïnvloed.